# فرانچسکو کوستا (تنیس‌باز)
 فرانچسکو کوستا (انگلیسی: Francisco Costa؛ زاده ۲۸ ژوئن ۱۹۷۳) یک تنیس‌باز اهل برزیل است.